# ヘイ・ジュード
「ヘイ・ジュード」（Hey Jude）は、ビートルズの楽曲である。レノン＝マッカートニー名義となっているが、ポール・マッカートニーによって書かれた楽曲。ビートルズが設立したアップル・レコードからの第1弾シングルとして1968年8月に発売され、B面には「レボリューション」が収録された。シングル盤は全英シングルチャートやBillboard Hot 100で第1位を獲得。その後、アメリカで1970年2月に発売されたコンピレーション・アルバム『ヘイ・ジュード』に収録された。
本作は、ジョン・レノンがオノ・ヨーコと不倫交際を始めたことをきっかけに、ジョンとシンシア夫妻の離婚が決定的となり、精神的に不安定な状態にあったジョンとシンシアの息子ジュリアン・レノンを慰めるためにマッカートニーが書いたバラードで、当初のタイトルは「Hey Jules」だった。4番目のヴァースを歌い終えたあと、4分以上に渡って「Na-na-na-na...Hey Jude」というリフレインを繰り返すコーダに移る。
「ヘイ・ジュード」の演奏時間は7分以上あり、当時のポップ・ミュージックとしては異例の長さであった。なお、レコーディング用楽譜類譜がロンドンで1996年にオークションに出された際にジュリアンが「ポールが僕のために書いてくれた曲だから」として2万5千ポンドで落札した。
2004年に『ローリング・ストーン』誌が選んだ「オールタイム・グレイテスト・ソング500」において第8位にランクインした。

## 背景・曲の構成
1968年5月、ジョン・レノンと妻シンシアは、ジョン・レノンがオノ・ヨーコとの不倫交際を始めたことをきっかけに別居。翌月、ポール・マッカートニーは当時5歳であった夫妻の長男であるジュリアンの元を訪れた。両親の不仲により精神的に不安なジュリアンを気の毒に思ったマッカートニーは、帰宅途中の車の中で「ヘイ・ジュード」を作曲した。当初のタイトルは「ヘイ・ジュールズ」で、ジュリアンを慰めることを目的とした楽曲だった。歌詞について、マッカートニーは「この曲は『ヘイ・ジュールズ』というタイトルから始まった。つまり、ジュリアンに『つらくても頑張って乗り越えるんだよ』って伝えること。彼にはつらいことのはずだったから」と語っている。その後、タイトルは「Jude」に改められた。
歌詞について、レノンは（自分がオノ・ヨーコに夢中だった時期だからか）「俺への歌との解釈も出来る。『go out and get her（彼女をものにしてこいよ）』というフレーズで、ポールは無意識に『僕の元を離れていいよ』と言っていたんじゃないかな」と発言しているが、これについてマッカートニーは否定している。またレノンを含む数名は「婚約者ジェーン・アッシャーに婚約を一方的に破棄されたポールのポール自身への無意識のメッセージではないか」と解釈しているほか、Judeは女性名でもあることから『デイリー・エクスプレス』の女性記者ジューディス・サイモンズへの歌と解釈する者もいる。
マッカートニーは宣伝のためアップル・ブティックのウィンドウに「Hey Jude」を自ら大書するその一方、彼は「ジュード」自体がドイツ語で「ユダヤ人」を意味するJude（）の存在を全く知らず、かえって「反ユダヤ主義の落書き」と誤解され、窓ガラスが割られ、抗議の電話がかかって来るなどの事件も起きた。
歌詞「The movement you need is on your shoulder（お前のやるべきことは、お前の肩に乗っかってる）」をマッカートニーは修正または削除するつもりだったが、レノンに「この曲で一番いい部分じゃないか。最高なんだから、残しておけよ」と言われ残したエピソードがある。マッカートニーは「この歌詞を歌う時は今でもジョンを思い感傷的になる」と述べている。
後半の4分にわたって「na na na,na na na na... Hey Jude」のリフレインを延々と繰り返すコーダ部のコード進行は、Fから始まりE♭→B♭→Fと循環逆四度進行を繰り返している。この点を作曲家のすぎやまこういちは「ここがHey Judeに面白い匂いを持たせてる部分であり、ポールは非常に斬新でユニークな発想を持った人だと感心させられる」と述べている。

## レコーディング

### EMIレコーディング・スタジオでのリハーサル
『ザ・ビートルズ』（ホワイトアルバム）と同時期に、シングル盤として発売するためにレコーディングが行われた。この時期のセッションでは、レノンは常にオノを連れて参加していたことや、メンバーそれぞれの意見の食い違いにより、バンドのメンバー間では不和が生じていた。
1968年7月28日と29日の2日間、プロデューサーのジョージ・マーティンと共に、EMIレコーディング・スタジオにてリハーサルとして25テイク録音。このセッション当時、EMIレコーディング・スタジオでは既に納入されていた8トラック・レコーダーの使用が、不文律の規約に基づき許容されていなかったことから、4トラック・レコーダーが使用された。なお、7月29日に行われたリハーサル音源が、1996年に発売された『ザ・ビートルズ・アンソロジー3』に収録されている。
7月30日のリハーサルでは、『Music!』という短編ドキュメンタリーの撮影のため、カメラクルーが入っている。これが、ビートルズのレコーディング・セッションにカメラクルーの参加が許可された初の事例となった。この日のリハーサルで、ジョージ・ハリスンは「ボーカルに対して、オブリガードを弾く」ことを提案するが、マッカートニーはこれを拒否した。後にマッカートニーは、このことについて「ジョージはボーカルの後にギターリフを入れることを提案したんだけど、僕にはいいと思えなかった。ジョージのような偉大なギタリストに向かって言うのは憚れたけど、“弾かないでくれ”と返した。侮辱したみたいになったけど、僕らの間では普通のことだった」と語っている。このマッカートニーとハリスンのやり取りは、翌年のゲット・バック・セッションでも持ち出され、マッカートニーとハリスンとの間で口論になった。

### トライデント・スタジオでのセッション
7月31日に前日までに録音されたテイクをすべて破棄して、リメイクが開始された。スタジオはEMIレコーディング・スタジオではなく、トライデント・スタジオが使用された。このセッションでのレコーディング・エンジニアは、バリー・シェフィールドが務めた。
マッカートニーがピアノとリード・ボーカル、レノンがアコースティック・ギター、ハリスンがエレクトリック・ギター、リンゴ・スターがドラムという編成で、ベーシックトラックが4テイク録音された。最初の2テイクにおいて、マッカートニーはスターがトイレに行っていたことに気づかずに録音を始めていた。トイレから戻ってきたスターが2番からドラムを重ねた際に、マッカートニーが「このテイクはいける！」と感じたことから、この曲のドラムは2番から入っている。
8月1日にベーシック・トラックに対して、マッカートニーのリード・ボーカルとベース、レノンとマッカートニーとハリスンのバッキング・ボーカル、スターによるタンバリンがオーバー・ダビングが行われた。
曲が始まってから3分ほどから始まるコーダ部分では、「Cary Grant on heat!」を含むマッカートニーのシャウトと36名のオーケストラによる演奏が加えられた。スコアはジョージ・マーティンによるもの。ヴァイオリン（10丁）、ヴィオラ（3丁）、チェロ（3台）、ダブルベース（2台）、フルート（2本）、クラリネット（2本）、バスクラリネット（1本）、ファゴット（1本）、コントラファゴット（1本）、トランペット（4本）、ホルン（2本）、トロンボーン（4本）、パーカッションで構成されている。マッカートニーは、グランドピアノの上に立ち、オーケストラの指揮を担当した。
この日のセッションで、ビートルズはコーダのリフレイン部分でコーラスと手拍子をしてもらうことをオーケストラのメンバーに提案。オーケストラのメンバーのうちの1人は「ポール・マッカートニーのクソみたいな歌で、コーラスや手拍子なんてしたくない」と断ったものの、残りのメンバーはギャラを上乗せすることを条件に参加した。なお、このコーダ部分のコーラスには、アップル・レコードの補佐であるクリス・オーデルやジャッキー・ロマックスも参加したとされている。
なお、「ヘイ・ジュード」は、ビートルズの楽曲で初めて8トラック・レコーダーを使用してレコーディングが行われた楽曲である。

### ミキシング
ケン・スコットとマーティン、そしてビートルズは、EMIレコーディング・スタジオにてレコーディングが完了した音源のミキシングを行った。しかし、EMI直属のスタジオであるEMIレコーディング・スタジオと独立系スタジオであるトライデント・スタジオでは録音機材の規格が異なっていたので、レコーディングとミキシングを済ませてEMIレコーディング・スタジオに持ち帰ったマスターテープを再生すると、「高音域がほとんど失われてこもった音質」になることが発覚した。この問題はビートルズの主要なレコーディング・エンジニアとなったジェフ・エメリックの助力により、イコライザーを操作して高音域を回復させることで解決させた。「ヘイ・ジュード」のステレオ・ミックスは8月2日、モノラル・ミックスは同月8日に完成した。
音楽学者のウォルター・エヴェレットは、本作の「最も特筆される点」として7分11秒もの演奏時間を挙げている。マーティンは、演奏時間の長さから「ラジオ局が楽曲を放送してくれないのでは」と心配していたが、レノンは「僕らの曲なら流してくれるさ」と主張していた。アップルのアメリカのマネージャーであるケン・マンスフィールドによると、マンスフィールドがアメリカのディスクジョッキーのためにレコードを再生し、ディスクジョッキーたちが本作を気に入ったと報告するまで、マッカートニーは納得していなかったとのこと。この結果に満足したマッカートニーは、ローリング・ストーンズのアルバム『ベガーズ・バンケット』の完成を祝うために、ミック・ジャガーがロンドン中心部のナイトクラブ「Vesuvio」で開催したパーティーで、「ヘイ・ジュード」のアセテート盤を再生した。本作はローリング・ストーンズのアルバムを盛り上げ、作家のジョン・C・ウィンは「パーティーを台無しにした」と表現している。
曲の2分58秒の辺りで、「Fucking hell!」と発する声が聴こえる。トライデント・スタジオのミキシング・エンジニアであるマルコム・トフトは、レノンがハーモニー・ボーカルをオーバー・ダビングする際に、ヘッドフォンの音量が大きすぎたことに反応し、驚いたあとにヘッドフォンを外しながら悪態をついたと回想しており、「メインのボーカルと一緒にバランス・ダウンされていたから、カットすることができなかったんだ。ただ、ミックス時に一瞬だけフェーダーを下げて聴こえにくくした」と付け加えている。マッカートニーは2021年に出版の書籍『The Lyrics: 1956 to the Present』の中で、この声の主についてレノンではなく「ピアノの演奏ミスをして悪態をついた」自分であると回想している。

## リリース
「ヘイ・ジュード」は、1968年8月26日にアメリカで、8月30日にイギリスでB面に「レボリューション」を収録した7インチシングル盤として発売された。このシングル盤は、アップル・レコード設立に伴い同時発売された4作のシングルの1つで、この他にはメリー・ホプキンの『悲しき天使』、ジャッキー・ロマックスの『サワー・ミルク・シー』、ブラック・ダイク・ミルズ・バンドの『シングミーボブ』があった。アップル・レコードはシングル盤の発売に先立ち、8月11日から18日までをイギリスの「National Apple Week」と宣言し、イギリス王室や当時のイギリスの首相であるハロルド・ウィルソンに「Our First Four」と記したレコードのギフトボックスを送った。このリリースはデレク・テイラーによって宣伝され、作家のピーター・ドゲットは「彼はいつもの意気込みで最初のアップルのレコードを宣伝した」としている。
作家のフィリップ・ノーマンは、ハリスンが作詞・作曲およびプロデュースを手がけた『サワー・ミルク・シー』を除けば、アップル・レコードの最初のシングル盤はいずれもマッカートニーが「作詞・作曲、ボーカル、発掘、プロデュースのいずれかを行なった作品」と述べている。レノンは、シングルのA面曲として「レボリューション」を希望したが、他の3人は「ヘイ・ジュード」を選んだ。1970年の『ローリング・ストーン』誌のインタビューで、「『ヘイ・ジュード』はA面にふさわしい曲だけど、両A面にしてもよかったはず」と語っている。また、1980年の『プレイボーイ』誌のインタビューでも、この決定に納得していないことを明かしている。
『ビルボード』誌では、1968年9月28日付のBillboard Hot 100で第1位を獲得、9週間連続1位、同1968年度年間ランキングでも第1位であった。この1位は1964年の『抱きしめたい』に続くものであり、『ビルボード』誌の年間ランキング第1位を2度獲得したのは、同誌史上初めてのことであった。『キャッシュボックス』誌では連続7週第1位を記録し、年間ランキングでも第1位を獲得している。イギリスでは『ミュージック・ウィーク』誌で、2週連続最高位第1位を獲得している。
アメリカだけで400万枚以上、イギリスでは90万枚以上を売り、全世界では1,300万枚のセールスを記録。世界歴代シングル売上第4位（ギネス・ワールド・レコーズ認定による）とされる。

## プロモーション・ビデオ
ディレクターは、「ペイパーバック・ライター」や「レイン」のミュージック・ビデオのほか、後に映画『レット・イット・ビー』の監督を務めたマイケル・リンゼイ＝ホッグ。プロモーション・ビデオの制作を兼ねて『デービッド・フロスト・ショー』に出演、この曲を演奏した。新曲のプロモーションとしてのテレビ出演は1966年以来。撮影は、1968年9月4日にトゥイッケナム・スタジオズで行われた。この日は「バック・イン・ザ・U.S.S.R.」のセッション時にドラミングをめぐってマッカートニーと口論して一時的に脱退していたスターが復帰した日である。
演奏は基本的にはリップシンクだが、マッカートニーのボーカル、レノンとハリスンのコーラスは生で収録された。冒頭にはデービッド・フロストによる紹介もある。このミュージック・ビデオでは、マッカートニーがピアノとボーカル、レノンがエレクトリック・ギター、ハリスンがベース、スターがドラムという変則編成になっている。
この映像は、カップリング曲の「レボリューション」のミュージック・ビデオと共に世界各国のレコード会社に配られた。

## クレジット
※出典
ビートルズ
- ポール・マッカートニー - ボーカル、ピアノ、ベース、ハンドクラップ
- ジョン・レノン - バッキング・ボーカル、アコースティック・ギター、ハンドクラップ
- ジョージ・ハリスン - バッキング・ボーカル、エレクトリック・ギター、ハンドクラップ
- リンゴ・スター - バッキング・ボーカル、ドラム、タンバリン、ハンドクラップ

外部ミュージシャン
- 演奏者不明（36名） - オーケストラ、バッキング・ボーカル、ハンドクラップ

## カバー・バージョン

### ポール・マッカートニーによるセルフカバー
マッカートニーは、1989年から1990年にかけて行なわれたワールドツアーで、本作を演奏した。以降のライブでもセットリストに組み込まれるようになった。ライブでは、「na na na,na na na na... Hey Jude」を観客とともに合唱することが定番となっている。
2012年に開催されたロンドンオリンピックの開会式のフィナーレでは、マッカートニーが「ヘイ・ジュード」を演奏し、後半は観客とともにアカペラで大合唱して式典を締めくくった。なお、その際に演奏の冒頭で事前録音された音源が流れ、生演奏と重なるというトラブルが発生した。当初は事前録音された音源に合わせて「口パク・当て振り」する計画に、口パク嫌いのマッカートニーが反対、「生歌・生演奏」に最終決定されたが、事前録音した音源を誤って流してしまったのがトラブル原因と考えられている。
ライブ音源は『ポール・マッカートニー・ライブ!!』、『ポール・マッカートニー・ライブ・ハイライツ!!』、『バック・イン・ザ・U.S. -ライブ2002』、『バック・イン・ザ・ワールド』、『グッド・イヴニング・ニューヨーク・シティ〜ベスト・ヒッツ・ライヴ』などのライブ・アルバムに収録された。

### マルタ・クビショヴァーによるカバー
1989年のチェコスロバキアのビロード革命のおり、1960年代のチェコを代表する歌手の一人、マルタ・クビショヴァーによるチェコ語でのカバー（チェコ語作詞：ズデニェック・リティーシュ）が、民主化運動を行う民衆を励ます曲として、「マルタへの祈り」と共に民衆によって歌われた。クビショヴァーによる「ヘイ・ジュード」は、1968年にチェコにソビエト軍が侵攻し、いわゆる「プラハの春」を弾圧した事件に抵抗するために「マルタへの祈り」等と共にレコーディングされた。この音源は、1969年に発売されたアルバム『Songy A Balady』に収録された。
なお、チェコ語では「ジュード」は女性形の名詞ではないが、マルタ版の歌詞においては「ジュード」は女性ということになっている。また、ビロード革命の時には、クビショヴァー自身は歌詞を忘れてしまい、完全に歌うことができなかった。

### その他のアーティストによるカバー
- ウィルソン・ピケット - 1969年に発売された同名のアルバムに収録[72]。ギターでデュアン・オールマンが参加した[73]。
- レイ・スティーブンス（英語版） - 1969年に発売されたアルバム『Have a Little Talk with Myself』に収録[74]。
- エルヴィス・プレスリー - 1972年に発売されたアルバム『エルヴィス・ナウ』に収録[75]。1999年に発売したライブ・アルバム『エルヴィス・オン・ステージVol.2』の再発盤には、「イエスタデイ」とのメドレーが収録された。
- KUWATA BAND - 1986年に発売されたライブ・アルバム『ROCK CONCERT』に収録。
- 綾戸智恵 - 2011年に発売されたアルバム『Prayer』に収録。
- 豊崎愛生 - 2011年に開催された『豊崎愛生ファーストコンサートツアー "love your live"』で、アコースティック・ギターで演奏。
- ケイティ・ペリー - 2012年のミュージケアーズで演奏[76]。
- ヒメーシュ・パテル - 2019年に公開された映画『イエスタデイ』で演奏。映画のサウンドトラック盤にも収録された[77]。

このほか、ビートルズのパロディ・バンドであるTHE GOGGLESが2017年にパロディ曲「HEY DROID（ヘイドロイド）」を発表したほか。嘉門タツオが2018年に本作のパロディ曲「HEY！浄土」を発表した。

## チャート成績

### 週間チャート
| チャート (1968年 - 1969年)              | 最高位 |
| --------------------------------------- | ------ |
| オーストラリア (Kent Music Report)      | 1      |
| オーストラリア (Go-Set National Top 40) | 1      |
| オーストリア (Ö3 Austria Top 40)        | 1      |
| ベルギー (Ultratop 50 Flanders)         | 1      |
| ベルギー (Ultratop 50 Wallonia)         | 1      |
| カナダ トップシングルス (RPM)           | 1      |
| フランス (SNICOP Hit Parade Officiel)   | 2      |
| ドイツ (GfK Entertainment charts)       | 1      |
| アイルランド (IRMA)                     | 1      |
| 日本 (オリコン)                         | 5      |
| オランダ (Dutch Top 40)                 | 1      |
| オランダ (Single Top 100)               | 1      |
| ニュージーランド (RIANZ)                | 1      |
| ノルウェー (VG-lista)                   | 1      |
| スペイン (AFE)                          | 1      |
| スウェーデン (Kvällstoppen Chart)       | 1      |
| スイス (Schweizer Hitparade)            | 1      |
| UK シングルス (OCC)                     | 1      |
| US Billboard Hot 100                    | 1      |
| US Cash Box Top 100                     | 1      |
| US Record World 100 Top Pops            | 1      |
| ユーゴスラビア (Džuboks)                | 1      |

| 年   | チャート                                   | 最高位 |
| ---- | ------------------------------------------ | ------ |
| 1976 | オランダ (Dutch Top 40)                    | 20     |
| 1976 | オランダ (Single Top 100)                  | 16     |
| 1976 | UK シングルス (OCC)                        | 12     |
| 1988 | UK シングルス (OCC)                        | 52     |
| 2010 | ベルギー (Back Catalogue Singles Flanders) | 4      |
| 2010 | オランダ (Single Top 100)                  | 59     |
| 2010 | UK シングルス (OCC)                        | 40     |
| 2011 | オランダ (Single Top 100)                  | 99     |
| 2012 | 日本 (Japan Hot 100)                       | 53     |
| 2012 | フランス (SNEP)                            | 174    |

### 年間チャート
| チャート (1968年)                       | 順位 |
| --------------------------------------- | ---- |
| オーストラリア (Kent Music Report)      | 1    |
| オーストラリア (Go-Set National Top 40) | 23   |
| オーストリア (Ö3 Austria Top 40)        | 6    |
| ベルギー (Ultratop 50 Flanders)         | 11   |
| Canada Top Singles (RPM)                | 1    |
| オランダ (Dutch Top 40)                 | 4    |
| スイス (Schweizer Hitparade)            | 8    |
| UK Singles (Official Charts Company)    | 1    |
| US Billboard Hot 100                    | 1    |
| US Cash Box                             | 1    |

| チャート (1969年)                       | 順位 |
| --------------------------------------- | ---- |
| オーストラリア (Go-Set National Top 40) | 35   |

### オールタイム・チャート
| チャート             | 順位 |
| -------------------- | ---- |
| US Billboard Hot 100 | 12   |

## 認定
| 国/地域                                                       | 認定        | 認定/売上数 |
| ------------------------------------------------------------- | ----------- | ----------- |
| イギリス (BPI)                                                | Gold        | 400,000     |
| アメリカ合衆国 (RIAA)                                         | 4× Platinum | 4,000,000^  |
| ^ 認定のみに基づく出荷枚数 · 認定のみに基づく売上数と再生回数 |             |             |